# セブアノ語版ウィキペディア
セブアノ語版ウィキペディア（セブアノごばんウィキペディア、セブアノ語: Wikipedya sa Sinugboanon）は、セブアノ語で編集されているウィキペディアである。
セブアノ語は、フィリピンでタガログ語に次いで2番目に話者が多く、約2000万人の話者が使用している。
2024年9月8日現在、6,116,956件の記事数を誇り、英語版に次いで2番目に大きなウィキペディアであるが、記事の多くはインターネットボットアカウントの Lsjbot によって作成されたものである。

## 沿革
セブアノ語版ウィキペディアは、2005年初めに Bentong Isles によって発足が提案され、同年6月22日に発足された。
2012年12月に Lsjbot が稼働し、2017年8月に世界で2番目に記事数が多い言語版となった。2020年のネット記事によると、ウィキペディア管理者のギリェルメ・モランディーニ (Guilherme Morandini) が行った調査でセブアノ語版記事の作成の99.12%に Lsjbot が関わっているとされている。
フィリピンの諸言語の中では、ワライ語版やタガログ語版を凌いで最も規模が大きい。

## 記事数の推移
- 2005年7月9日 - 19[7]
- 2005年8月30日 - 232[8]
- 2006年1月1日 - 1,000[9]
- 2006年11月1日 - 1,400[10]
- 2007年1月1日 - 13,521[11]
- 2007年2月7日 - 26,511[12]
- 2013年2月2日 - 100,000
- 2013年2月9日 - 150,000
- 2013年3月17日 - 300,000
- 2013年6月26日 - 400,000
- 2013年7月18日 - 500,000
- 2013年8月7日 - 600,000
- 2014年7月16日 - 1,000,000
- 2015年12月6日 - 1,500,000[13]
- 2016年2月14日 - 2,000,000
- 2016年9月25日 - 3,000,000
- 2017年2月11日 - 4,000,000
- 2017年8月9日 - 5,000,000
- 2021年10月14日 - 6,000,000